# 克羅弗戴爾 (阿拉巴馬州)
克羅弗戴爾（英語：Cloverdale）是一個位於美國阿拉巴馬州莫比爾縣的非建制地區。該地的面積和人口皆未知。

## 地理
克羅弗戴爾的座標為30°30′06″N 88°23′20″W / 30.50167°N 88.38889°W，而該地的平均海拔高度為16米（即52英尺）。